# Brigitte Maillard
Pour les articles homonymes, voir Maillard.
Brigitte Maillard, née le 2 janvier 1954 à Brazzaville et morte le 14 août 2021 à Quimper,, est une auteure, poète et chanteuse française.

## Biographie
À partir de 2004, elle se consacre à l’écriture poétique.
Elle crée le site Monde en poésie, sous-titré Pour que vivent la poésie le monde et les mots pour le dire, actif depuis 2008. Elle anime l’émission d’été Monde en poésie 2010 et 2011 sur Aligre FM, puis les éditions Monde en poésie de 2015 à 2019.
Elle reçoit le prix de La Rose d'Argent 2010 Académie des Jeux Floraux, chanson Féminine.[réf. souhaitée]

## Livres d'artistes
- La beauté à l’air libre avec Serge Marzin. Acquisition Quimper Bretagne Occidentale Médiathèque Alain Gérard Quimper 2017[3].
- Chant de nuit avec Denise Pelletier Atelier Engramme Québec 2015[3].
- Réminiscences avec Denise Pelletier Atelier Engramme Québec 2016. Acquisition Bibliothèque et Archives Nationales du Québec
- Couleur poème avec Thibault Germain Monde en poésie éditions 2016.
- Livres pauvres LP3 – collection mt galerie avec Thibault Germain Sous la pluie et Terre inconnue, avec Patrice Le Breton Vivant Soleil, avec Marie Thamin Mais l’âme.

## Hommages posthumes à Brigitte Maillard
- Sur RCF, émission "Contes et poésie", mars 2023